# Торайгыров, Султанмахмут

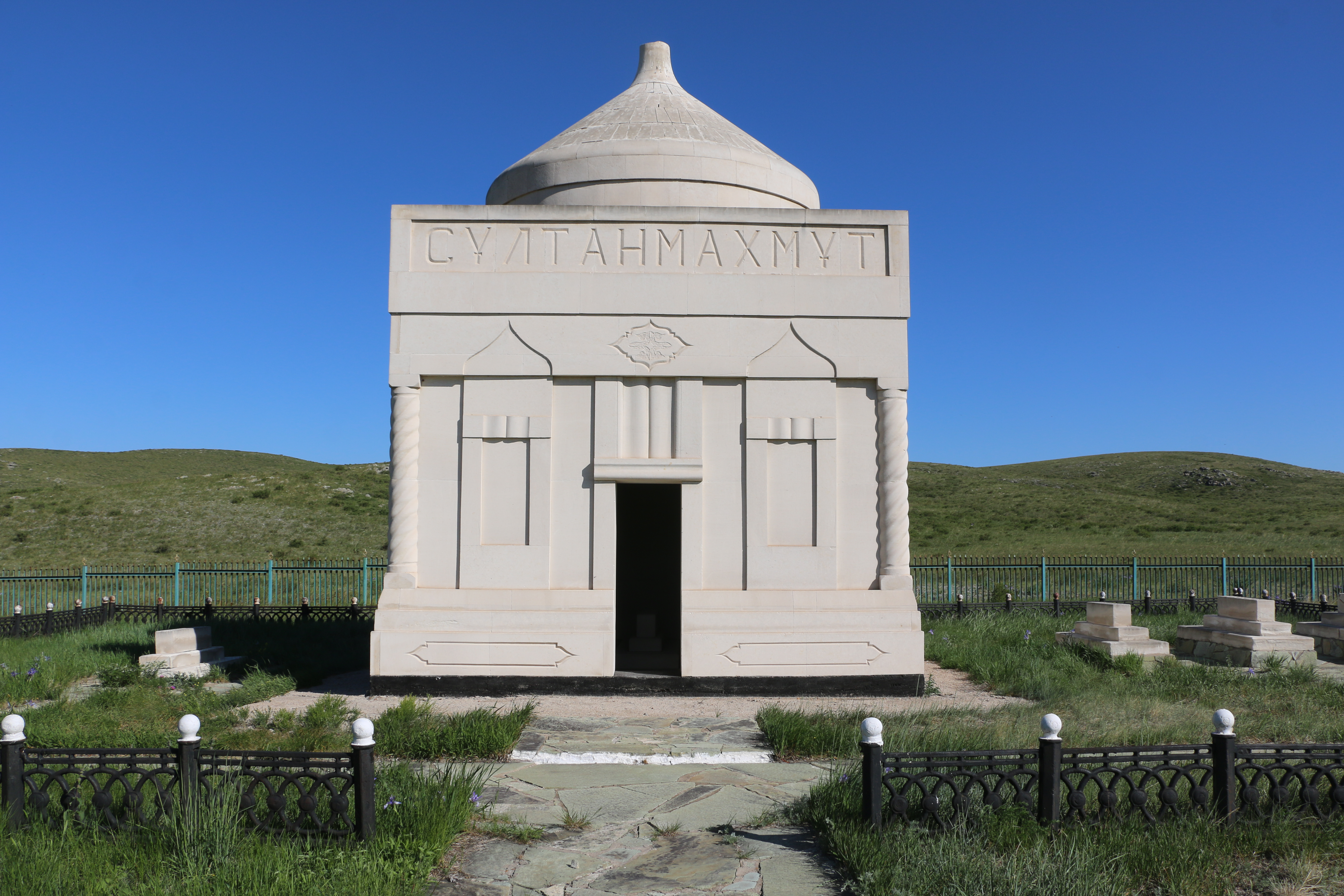
Мавзолей Султанмахмута Торайгырова в Баянаульском районе Павлодарской области

Султанмахму́т Торайгы́ров  (каз. Әубәкірұлы Сұлтанмахмұт Торайғыров , 29 октября 1893, Кокчетав — 21 мая 1920, Павлодарский уезд, Семипалатинская область) — казахский поэт.

## Биография
Родился 29 октября 1893 года в Баянауле, Степное генерал-губернаторство.
Происходит из Среднего жуза, племя Арғын, род Сүйіндік-Айдабол-Едіге.
В 1896 году его мать умерла. До 1899 года его воспитывала бабушка. Окончил медресе (1908—1910).
В 1906 году написал первые стихи.
В 1908 году Абдрахман молды, наказал его за сочинение стихов, что послужило основой для формирования его негативного отношения к религии и муллам.
Его первые эссе были опубликованы в казахском журнале «Айкап». Стихи написал в 1910 году. В своих произведениях отразил тяжёлую и трудную жизнь казахского пролетариата.
В 1911 году с помощью нового учителя ознакомился с литературными книгами, газетами и журналами на казахском и татарском языках.

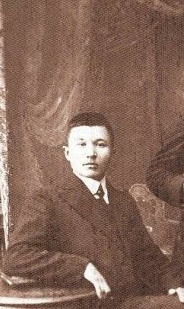
Ноябрь, 1913 год. Сокращенное версия из группового фотоизображения.

В конце 1912 года Торайгыров приехал в Троицк, поступил в духовную мусульманскую школу Расулия: изучал науки, овладевал русским языком — читал Лермонтова, Пушкина, Крылова. В июле 1913 года оставил учёбу из-за болезни лёгких и уехал обучать детей в ауле. С 1913 года работал секретарём в редакции первого казахского журнала «Айкап», там же были опубликованы его первые очерки.
Летом 1914 года вернулся в Баянаул. Позже отправился в Семипалатинск, чтобы поступить в школу для изучения русского языка, но не смог поступить.
В 1915 году в Восточном Казахстане обучал детей по найму.
До осени 1916 года сначала был в Катон-Карагайском районе, затем в Зайсане, изучал русский язык. Зимой 1916-17 гг. изучал русский язык в Томске.
После февральской революции, приехал в Семипалатинск, принял участие в работе вновь созданной партии Алаш и правительства Алаш-Орды, провозгласив «лозунг Алаш».
Но из-за обострения болезни он бросил учебу и работу и вернулся в свою страну в апреле 1918 года. Участвовал в работу Совета, возродившегося после Колчакского правительства, и принял участие в справедливом разрешении крестьянских споров страны. Много читал политико-философскую литературу (Г. В. Плеханов, Н. Г. Чернышевский и др.),
Султанмахмут стал председателем Шидертинского ревкома, но в то же время контактировал с алаш-ординцами, печатал статьи в их газете «Сары-Арка». Поддерживал идеи лидеров «Алаша», восхвалял их в стихах.
Произведения Торайгырова отдельными книгами изданы уже в советское время.
Умер 21 мая 1920 года, в ауле Шокпыт, Павлодарской области от туберкулёза.

### Цитаты
Хочу быть солнцем, которое бы рассеяло тьму над головой моего народа
Вступив на стезю поиска истины, не отступлю, перенесу все испытания, превозмогу усталость, пройду через заблуждения. Но останусь верен задуманному

## Произведения
- поэма «Жизнь в заблуждениях» Архивная копия от 5 марта 2016 на Wayback Machine (опубликована в 1923)
- поэма «Бедняк» Архивная копия от 5 марта 2016 на Wayback Machine (опубликована в 1922)
- один из первых казахских романов — «Красавица Қамар» (опубликован в 1933)
- Кто равнинный (1914—1915) (конец романа утерян)
- поэма «Айтыс» (1919)
- поэма «Знакомство» (1918)
- поэма «Печаль» (1919) (потеряно около 20 страниц)

### Стихотворения
Архивная копия от 28 октября 2015 на Wayback Machine
- «Что за цель в учении?»/«Какова цель в учебе?» (1912) (опубликовано в 1933 году)
- «Религия» (1914)
- «Учение»
- «Слепой монах»
- «Сарыбас» (1913—1914)
- «Судьба»
- «Айт»
- «На кочевку»
- «Бедность»
- «Вера в бога»
- «Рябой ходжа»
- «Родной язык»
- «Родному народу»
- «Я стану человеком»
- ……… ка (1918)
- Открываем партнерку «Шон»
- Желание открыть партнер «Шона»
- А, мир
- Скажи
- Шесть ног
- Из альбома
- Благодарность
- Та-та
- От арабского
- Моя мечта
- Лев и мышь (пример)
- Благородное слово
- Аморальность брата
- Белый луч серебристый, Бобровый век
- Белый луч
- Аккудай меховой вырез
- Богатство
- Детство пройдешь
- День детства
- Все дело в том, чтобы посмотреть в сторону
- Счастье
- Один человек сделал много на земле
- На человека
- Благословение желания одного ребенка
- Глядя на одного борца
- Кто-то богат, кто-то разбогател,
- Это память, а память:
- Кто это?
- Цветок
- Цветочница
- Дозировка
- Приятелю
- Письмо другу
- Письмо другу, чтобы мы не забыли
- Веселья в мире
- Именно это и произошло с девушкой, которую я увидел
- Эй, любовь! Эй, дружба!
- Две мыши (от Г. Тукая)
- Теперь страница далеко
- Г…
- Летняя печаль
- Мольба

Где душа ищет справедливого
- Жан калкам
- Листья
- Взрыв (Я)
- Джаркынбай
- Молодое сердце
- Если я вижу добро от себя
- Из области горного Алтая
- Теплый вечер
- Мое сердце, ты косишь тулап
- Сердце
- Рай
- Загадка
- Стропальщику
- Бедность
- Пришло письмо, и я устал
- Вечер
- Цвет прошлой ночью, дело сегодня
- Туча цвета вчерашнего дня
- Из дневниковой тетради

Солнечные белые ресницы
Погружаясь в мысли с матовым цветом
- Синий бык
- Переезд
- Веселая уговорящая судьба
- Разочарован, почему ты это сделал?
- Облако лянета
- М….ка
- Бессмысленная мечеть
- Уйди из окрестностей
- Безжалостная смерть
- Я казах
- Пример
- Вот ура!
- Это имя возмездие
- К учителю
- Путь скорбящих
- Молитва
- Почему я делаю
- Сколько слез пролилось
- Пост
- К платку
- Мы учились в медресе
- Это тоже справедливость?
- Чтение
- Обучающейся молодежи
- Партийцу
- Дождь Сарыарки
- Как будто жизнь коротка, полдела
- Последствия войны
- Слепое дерево
- Стройной красавице
- Не судите это народом
- Талипам* (Ученикам)
- Родной стране
- Не буду писать писать на черном камне
- Во сне
- Один жалкий Хэл, увиденный во сне
- Уши моего гриппа
- Замужем
- Тор увидел голую голову в чулках и танцевал
- Девушке, которая парализована
- Стекло это
- Выхожу живым человеком
- От меня Чайка
- Ученическая мысль
- Искал, даже не нашел,
- Г…. ка привет
- Казахский язык
- Хвост попа, круглолицая девочка, булавочный нос
- Какие
- Какой руководитель
- Сосна тоже скорбит
- Кожеке, ты пришел, чтобы спросить?
- Двойной дом
- Девушка любить
- Интересно, какой человек согревает
- Кумыс
- Уши не забиты
- Нация
- Принеси
- "Прерывание жизни
- «Обещание моей жизни
- „Слепой монах“
- „Сарыбас“ (1913—1914)
- „Судьба“

### Публикации
- Шығармалар (Сочинения). — Алма-Ата, 1967. — Т. 1, 2.

Публикации на русском языке
- Торайгыров С. Избранное / Пер. с казах. — Алма-Ата: Казгослитиздат, 1958. — 166 с. — (Разделы: Стихотворения. Поэмы: Заблудившаяся жизнь; Бедняк. Роман: Камар-слу. Очерки и статьи: Печалюсь; Как я едва не лишился рассудка; Пение; О книгах стихов на казахском языке). — 5000 экз.
  - . — Алма-Ата: Жазушы, 1971. — 256 с. — (Содерж.: Стихи. Поэмы: Заблудившаяся жизнь; Бедняк; Кто виноват?. Роман: Камар-слу). — 9400 экз.
- Торайгыров С. Огонёк в степи : Избр. стихи / Пер. с казах. — М.: Худож. лит., 1979. — 196 с. — 10 000 экз.
- Торайгыров С. Стихи и поэмы / Пер. с казах. — Алма-Ата: Жазушы, 1989. — 253 с. — (Содерж.: Стихи. Поэмы: Жизнь в блужданиях; Бедняк; Кто виноват?. Роман: Камар-слу). — 5000 экз. — ISBN 5-605-00167-1.
- Торайгыров С. Шикай и Шагала : Стихи : [Для мл. шк. возраста] / Пер. с казах. С. Рыбкова. — Алма-Ата: Жалын, 1985. — 20 с. — 50 000 экз.

## Шежире (Генеалогическое древо)

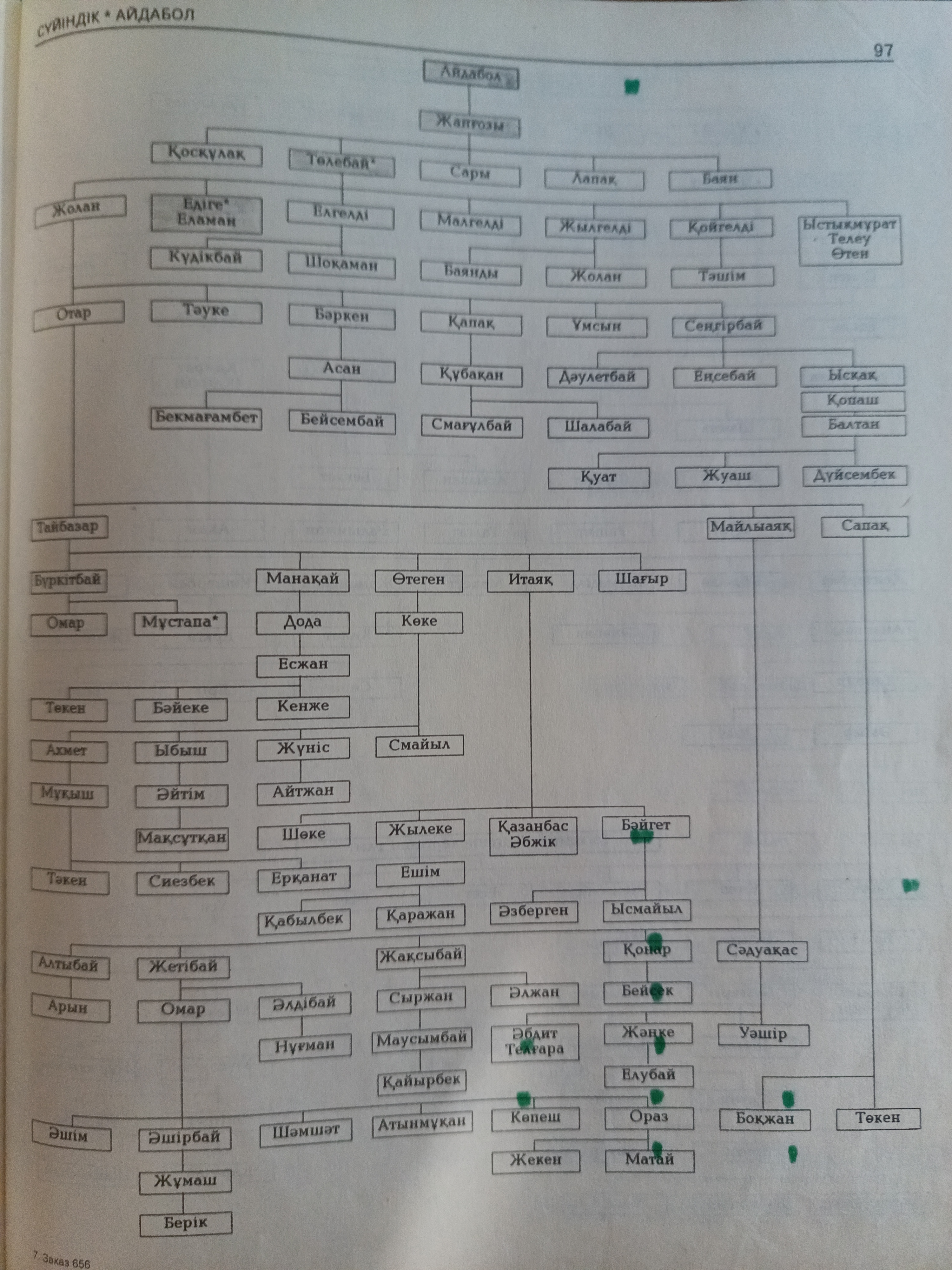
Генеалогическое древо Султанмахмута Торайгырова

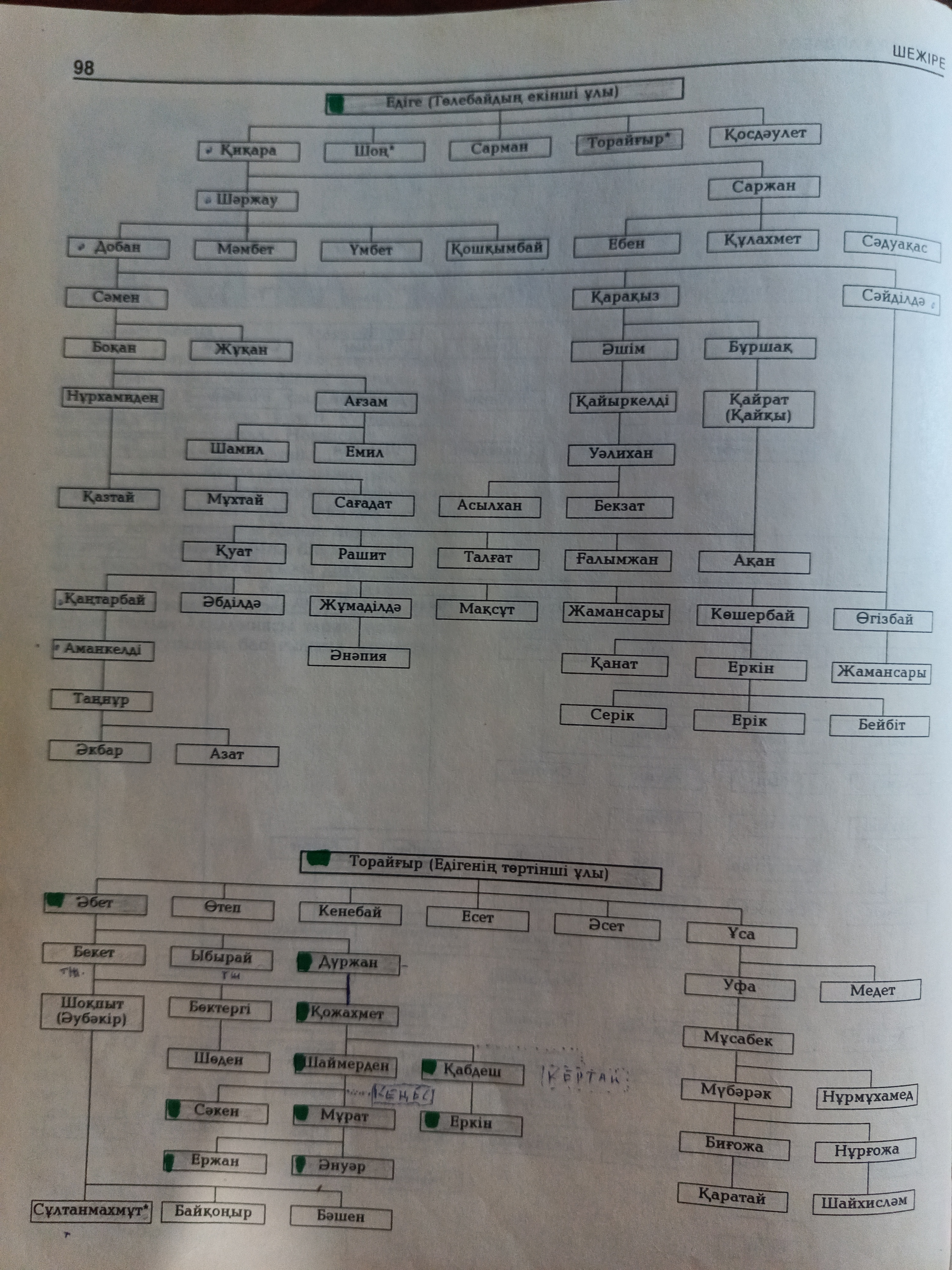
Генеалогическое древо Султанмахмута Торайгырова

Генеалогическое древо Султанмахмута Торайгырова от рода Айдабол, до Султанмахмута Торайгырова по книге „Шежіре: Ертіс — Баянаула өңірі“

### Исследовательская и биографическая литература
Восприятие наследия Торайгырова после его смерти сопровождалось крайним нигилизмом: согласно официально принятой точке зрения в советское время, он являлся не народным поэтом, а „националистом“, что в то время было равносильно смертному приговору идее и памяти Султанмахмута. Однако, несмотря на все возможные последствия для себя, казахский учёный Бейсембай Кенжебаев в 1949 году выпустил книгу „Поэтическое мастерство Султанмахмута“. В более поздние годы также вышло несколько исследований творчества поэта и писателя:
- Дүйсенбаев Ы. Сұлтанмахмұт Торайғыров. — Алма-Ата, 1967.
- Кенжебаев Б. Поэтическое мастерство Султанмахмута. — Алма-Ата, 1949.
- Кенжебаев Б. Султанмахмут Торайгыров [1893-1920] : Критико-биогр. очерк / Пер. с казах. Н. Скалковской. — Алма-Ата: Казгослитиздат, 1958. — 51 с. — 4500 экз.
- Кенжебаев Б., Еспенбетов А. С. Торайғыров : Библиогр. көрсеткіш. — Алма-Ата, 1975.
- Кенжебаев Б., Суюншалиев Ж. Ж. Султанмахмут Торайгыров : (Биобиблиогр. очерк). — Алма-Ата, 1958. — 28 с. — 1000 экз.

## Издания
- Полное собрание сочинений к-о. 1933;
- Избранные произведения А., 1957;
- Избранное А-А, 1958;
- Восток 1-2 Торайгыров А., 1987;
- Восток 1-2 Торайгыров А., 1993.[3]

## Память о поэте
- Казахский писатель Дихан Абилев написал роман-трилогию о судьбе казахского поэта-демократа Султанмахмута Торайгырова («Мечта поэта», 1965; «Путь мечты», 1969; «У подножья Баянаула», 1975):
  - Абилев Д. Мечта поэта : Трилогия [о С. Торайгырове] / Авториз пер. с казах. С. Никитина. — М.: Сов. писатель, 1981. — 688 с. — (Содерж.: Мечта поэта, Путь мечты, У подножья Баянаула). — 100 000 экз.
- Султанмахмуту Торайгырову установлен памятник в Павлодаре (скульптор Ескен Сергебаев).
- Его именем названы Павлодарский государственный университет, улицы в Павлодаре, Экибастузе, Алма-Ате, Нур-Султане и других городах Казахстана.
- Также именем Султанмахмута Торайгырова названа Областная универсальная научная библиотека имени С.Торайгырова в Павлодаре[4]
- Озеро и населённый пункт в Баянаульском районе Павлодарской области.
- Школа в поселка Ботакара, Бухар — Жырауского района Карагандинской области[5]

### Комментарии
1. ↑  Ныне — Баянаульский район Павлодарской области, Казахстан.